# Microlobius foetidus
Microlobius foetidus är en ärtväxtart som först beskrevs av Nikolaus Joseph von Jacquin, och fick sitt nu gällande namn av Mario Sousa och G.Andrade. Microlobius foetidus ingår i släktet Microlobius och familjen ärtväxter.

## Underarter
Arten delas in i följande underarter:
- M. f. foetidus
- M. f. paraguensis